# Aéroport international Norman-Manley de Kingston
Pour les articles homonymes, voir KIN.
L'aéroport international Norman-Manley de Kingston (code IATA : KIN • code OACI : MKJP) est un aéroport régional et international desservant la ville de Kingston, capitale de la Jamaïque.

## Situation
| Kingston Montégo Bay Ocho Rios Negril |

L'aéroport se trouve au lieu-dit Palisadoes (en), l'étroite bande de terre qui protège le port de Kingston.

## Compagnies et destinations
| Compagnies             | Destinations |
| ---------------------- | --- |
| Aerogaviota            | La Havane-José Martí, Santiago de Cuba-A. Maceo |
| Air Canada Rouge       | Toronto (Pearson) |
| American Airlines      | Miami |
| British Airways        | Londres-Gatwick |
| Caribbean Airlines     | Saint John's-V. C. Bird, Bridgetown-Grantley-Adams, Fort Lauderdale-Hollywood, Grand Cayman-O. Roberts, Nassau L. Pindling, New York-John F. Kennedy, Port-d'Espagne - Piarco, Saint-Martin - Princesse-Juliana, Toronto (Pearson) En saison : Orlando |
| Cayman Airways         | Grand Cayman-O. Roberts |
| Copa Airlines          | Panama-Tocumen |
| Delta Air Lines        | Atlanta H.-Jackson, New York-John F. Kennedy |
| InterCaribbean Airways | Montego Bay-Donald Sangster, Providenciales, Saint-Domingue Las Américas |
| JetBlue                | Fort Lauderdale-Hollywood, New York-John F. Kennedy |
| Spirit Airlines        | Fort Lauderdale-Hollywood, Orlando |
| WestJet                | Toronto (Pearson) |

Édité le 19/12/2019

## Statistiques
Pour des raisons techniques, il est temporairement impossible d'afficher le graphique qui aurait dû être présenté ici.

Voir la requête brute et les sources sur Wikidata.

## Incidents et accidents
- 23 décembre 2009 : Un avion de la compagnie American Airlines s'est cassé en deux à l'aéroport de Kingston, en Jamaïque, après un atterrissage difficile. Il s'agissait du vol 331, qui effectuait la liaison Miami-Kingston. Le Boeing 737 transportait 148 passagers et 6 membres d'équipage lors de l'accident. Cette sortie de piste, particulièrement spectaculaire, n'a par miracle fait aucun mort : les passagers ont pu être évacués de l'appareil. Certains ont dû être hospitalisés. Il y aurait en tout environ 90 blessés, mais on ignore la gravité de leurs blessures.